# 鳥栖市立旭小学校
鳥栖市立旭小学校（とすしりつ あさひしょうがっこう）は、佐賀県鳥栖市村田町にある公立小学校。

## 概要
歴史
1874年（明治7年）創立。数回の改組・改称を経て、現校名になったのは、1954年（昭和29年）。2019年（平成31年／令和元年）に創立145周年を迎えた。
校章
旭日章を背景にして、中央に校名の「旭」の文字を配している。
校歌
作詞・作曲ともに陶山聡による。歌詞は3番まであり、各番の歌詞中に校名の「旭」が登場する。
教育活動
鳥栖市立鳥栖西中学校と連携型小中一貫教育を行っている。
通学区域
鳥栖市の後に「江島町、村田町、西新町、儀徳町、西田町、幸津町、前田町、三島町、下野町、あさひ新町、立石町の一部（字桟敷1～96番地のうちJR九州長崎本線の南側）」が続く地域。中学校区は鳥栖市立鳥栖西中学校。

## 沿革

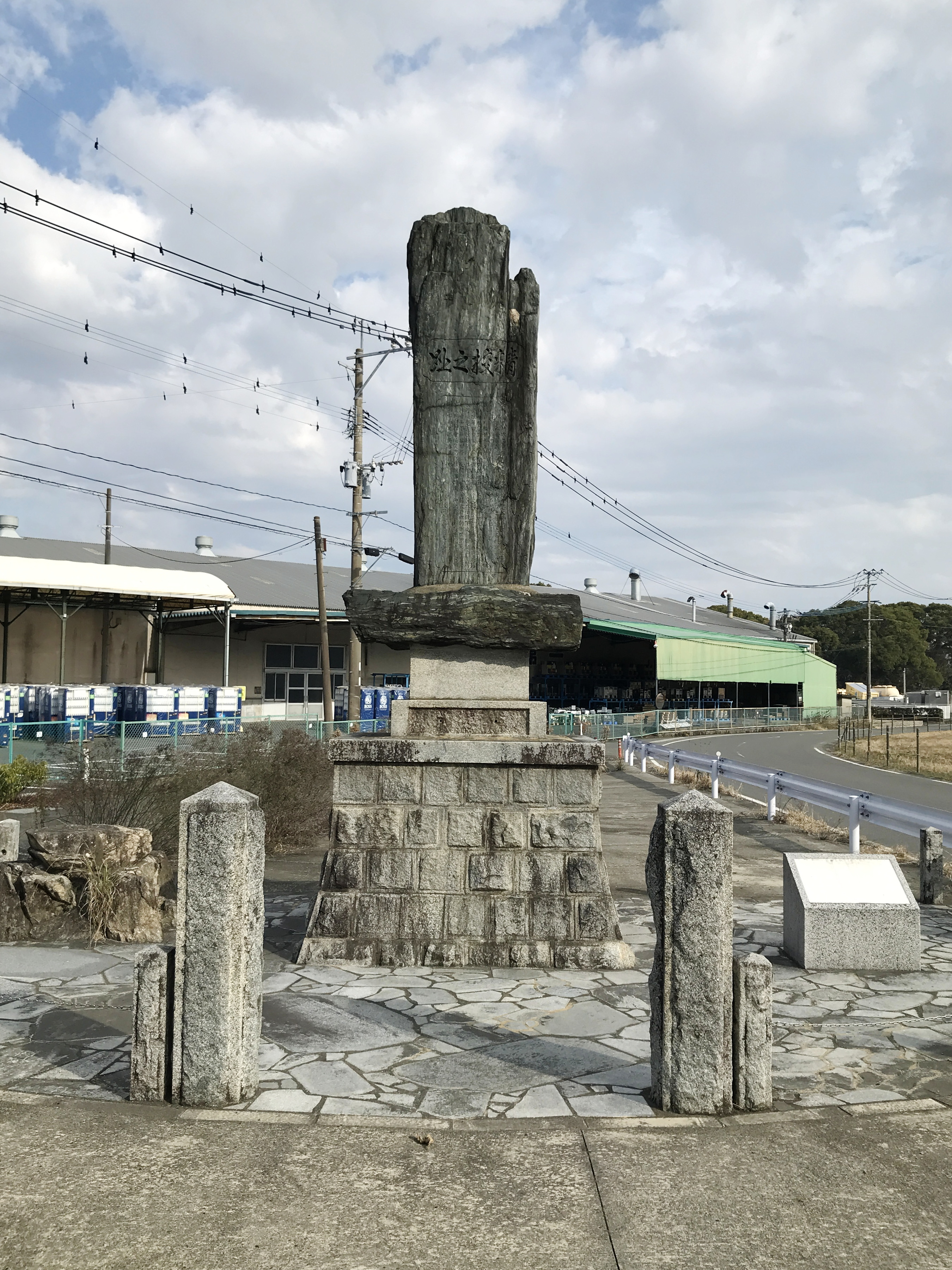
精高等小学校跡の「精校之址」碑

- 1874年（明治7年）- 江島村に「共由小学校」、下野村に「迪蒙小学校」が創立。
- 1875年（明治8年）
  - 儀徳村に「儀徳小学校」が創立。
  - 共由小学校を「村田小学校」に改称。江島分校を設置。
  - 迪蒙小学校を「下野小学校」に改称。
- 1884年（明治17年）- 江島村に「公立中等村田小学校」を設置。 下野小学校を統合の上、「下野分校」とする。
- 1887年（明治20年）- 小学校令施行により、尋常科（4年制）を設置の上、「尋常村田小学校」となる。「高等村田小学校」（4年制）を併置。下野分舎を設置。
- 1889年（明治22年）4月1日 - 町村制施行により、養父郡 3村（江島、儀徳、下野）が合併し、旭村が発足。
- 1892年（明治25年）4月 - 高等村田小学校が廃止され、轟木・旭・麓三ヶ村組合立 精（しらげ）高等小学校（4年制）が創立。
- 1893年（明治26年）4月 - 「朝陽尋常小学校」に改称。下野分校は分離の上、下野尋常小学校として独立。
- 1896年（明治29年）4月1日 - 基肄郡・養父郡・三根郡が合併し、三養基郡が発足。
- 1901年（明治34年）4月 - 「村田尋常小学校」に改称。
- 1908年（明治41年）4月 - 改正小学校令により、尋常科（義務教育年限）が4年制から6年制に変更となる。尋常科5年を新設。下野尋常小学校を統合し、校舎が儀徳に完成。
- 1909年（明治42年）4月 - 三ヶ村組合立精高等小学校の廃止により、高等科を併置の上、「旭尋常高等小学校」と改称。尋常科6年を新設。下野分教場を設置。
- 1931年（昭和6年）3月 - 下野分教場を廃止。
- 1941年（昭和16年）4月1日 - 国民学校令施行により、「旭村国民学校」に改称。尋常科を初等科に改める。
- 1947年（昭和22年）
  - 4月1日 - 学制改革が行われる。
    - 旭村国民学校初等科は、新制小学校「旭村立旭小学校」（6年制）に改組・改称。
    - 旭村国民学校高等科は青年学校普通科とともに、新制中学校「旭村立旭中学校」（3年制）に改組され、小学校に併置される。
- 1952年（昭和27年）- 北校舎が完成。
- 1953年（昭和28年）- 中校舎が完成。洪水により大きな被害を受け、全校舎、床上浸水となる。
- 1954年（昭和29年）
  - 4月1日 - 町村合併・市制施行により、「鳥栖市立麓小学校」（現校名）に改称。
  - この年 - 南校舎が完成。
- 1960年（昭和35年）- 給食室が完成。
- 1965年（昭和40年）- 体育館が完成。
- 1968年（昭和43年）3月 - 鳥栖市立鳥栖西中学校新設のために、併設の鳥栖市立旭中学校が閉校[2]。ただし、統合校舎が完成するまでの間、「鳥栖西中学校　南校舎」として存続。
- 1973年（昭和48年）- 特殊学級を設置。
- 1970年（昭和45年）4月 - 鳥栖西中学校新校舎の完成・移転により、南校舎（旧・旭中学校の校地・校舎）が廃止の上、小学校に移管される。
- 1975年（昭和50年）- 開校100周年記念式典を挙行。
- 1985年（昭和60年）- 鉄筋コンクリート造3階建ての新校舎が現在地に完成。跡地にターザン広場が完成。
- 1986年（昭和61年）- 放課後児童クラブ「なかよし会」が設立される。
- 1991年（平成3年）- パソコンを導入。
- 1997年（平成9年）-「なかよし会」体育館東側に完成。
- 1998年（平成10年）- 運動場の北側に「フラワーロード」が完成。
- 2004年（平成16年）4月 - 特殊学級を増設。
- 2007年（平成19年）- ターザン広場の山を撤去し、総合遊具を設置。
- 2009年（平成21年）- 「なかよし会」の分室を設置。
- 2015年（平成27年）- 全普通教室に空調設備と電子黒板を設置。
- 2023年（令和5年）- 通級教室「まなび」を設置。日本語指導の担当職員が配置される。体育館の大規模改修工事が完了。

## 交通
最寄りの鉄道駅
- JR九州 鹿児島本線 「肥前旭駅」

最寄りのバス停留所
- 鳥栖ミニバス旭地区循環線「村田郵便局前」停留所

最寄りの幹線道路
- 佐賀県道・福岡県道145号江口長門石江島線 ・佐賀県道302号肥前旭停車場線「旭小学校西」交差点

## 周辺
- 村田郵便局
- あさひ幼稚園
- 歴史の広場（沼川近郊の文化財）
- 沼川